# مارتشال
بلدية مارتشال (بالإسبانية: Marchal) هي بلدية تقع في مقاطعة غرناطة التابعة لمنطقة أندلوسيا جنوب إسبانيا.

## الديموغرافيا
بلغ عدد سكان بلدية مارتشال 418 نسمة عام 2011 (وفقاً للمعهد الوطني الإسباني للإحصاء).
| 452 | 422 | 371 | 404 | 388 | 402 | 418 |